# Katja Wienerroither
Katja Wienerroither (* 3. Jänner 2002 in Salzburg) ist eine österreichische Fußballspielerin. Seit 2020 spielt sie für die A-Nationalmannschaft.

## Karriere

### Vereine
Katja Wienerroither startete ihre Vereinslaufbahn 2012 beim USC Eugendorf. Ab 2017 spielte sie für den FC Bergheim. Ab Sommer 2019 besuchte sie in St. Pölten die ÖFB-Frauenfußball-Akademie. Mit Jänner 2020 wechselte sie zu SK Sturm Graz. Bei der vom Österreichischen Fußball-Bund (ÖFB) organisierten und unter den Trainern und Fans der Planet Pure Frauen-Bundesliga durchgeführten Wahl zur Spielerin der Saison 2020/21 wurde sie hinter Lisa Kolb und Mateja Zver auf den dritten Platz gewählt.
2021 unterschrieb sie einen Zweijahresvertrag beim Schweizer Club Grasshopper Club Zürich und maturierte am BORGL St. Pölten, dem Bundesoberstufenrealgymnasium für Leistungssport. In der Startrunde der Women’s Super League erzielte sie im August 2021 beim 5:0-Auswärtssieg der Grasshoppers-Frauen gegen den FC Yverdon Féminin drei Tore. Im ersten Halbjahr 2023 musste sie aufgrund einer Sprunggelenksverletzung pausieren. Zur Saison 2023/24 wurde sie neben Michela Croatto und Julia Magerl von RB Leipzig verpflichtet, wo sie einen Vertrag bis 2025 erhielt. Mitte 2025 wechselte sie zum FC Red Bull Salzburg.

### Nationalmannschaft
Wienerroither bestritt zunächst Länderspiele für die U17- und U19-Nationalmannschaft. Ihr Debüt in der A-Nationalmannschaft gab sie am 6. März 2020 im Freundschaftsspiel gegen die Schweiz, wo sie von Teamchef Dominik Thalhammer in der 83. Minute für Verena Aschauer eingewechselt wurde.
Am 17. September 2021 erzielte sie in Liepāja beim 8:1-Sieg über die Nationalmannschaft Lettlands, im ersten Spiel der WM-Qualifikationsgruppe D, ihre ersten beiden A-Länderspieltore.

## Sonstiges
- 2022: Nominierung als Schweizer Fussballerin des Jahres 2021 in der Kategorie Women's Super League Player[22]
- 2022: Nominierung für den Golden-Girl-Award von Tuttosport zur Wahl als beste U-21-Spielerin Europas[23]